# SKGLB Z
Die Dampflokomotiven SKGLB Z sind eine Schmalspur-Zahnrad-Tenderlokomotivreihe der Bauart Abt, welche ursprünglich für die Schafbergbahn der Salzkammergut-Lokalbahn (SKGLB) gebaut wurde. Eine weitgehend baugleiche Serie von Lokomotiven wurde von 1896 bis 1900 von der Schneebergbahn-Gesellschaft (SchBB) beziehungsweise der Eisenbahn Wien-Aspang (EWA) für die Schneebergbahn beschafft. Von den später zu den Österreichischen Bundesbahnen gehörenden Lokomotiven sind heute noch vier Stück betriebsfähig.

## Konstruktion

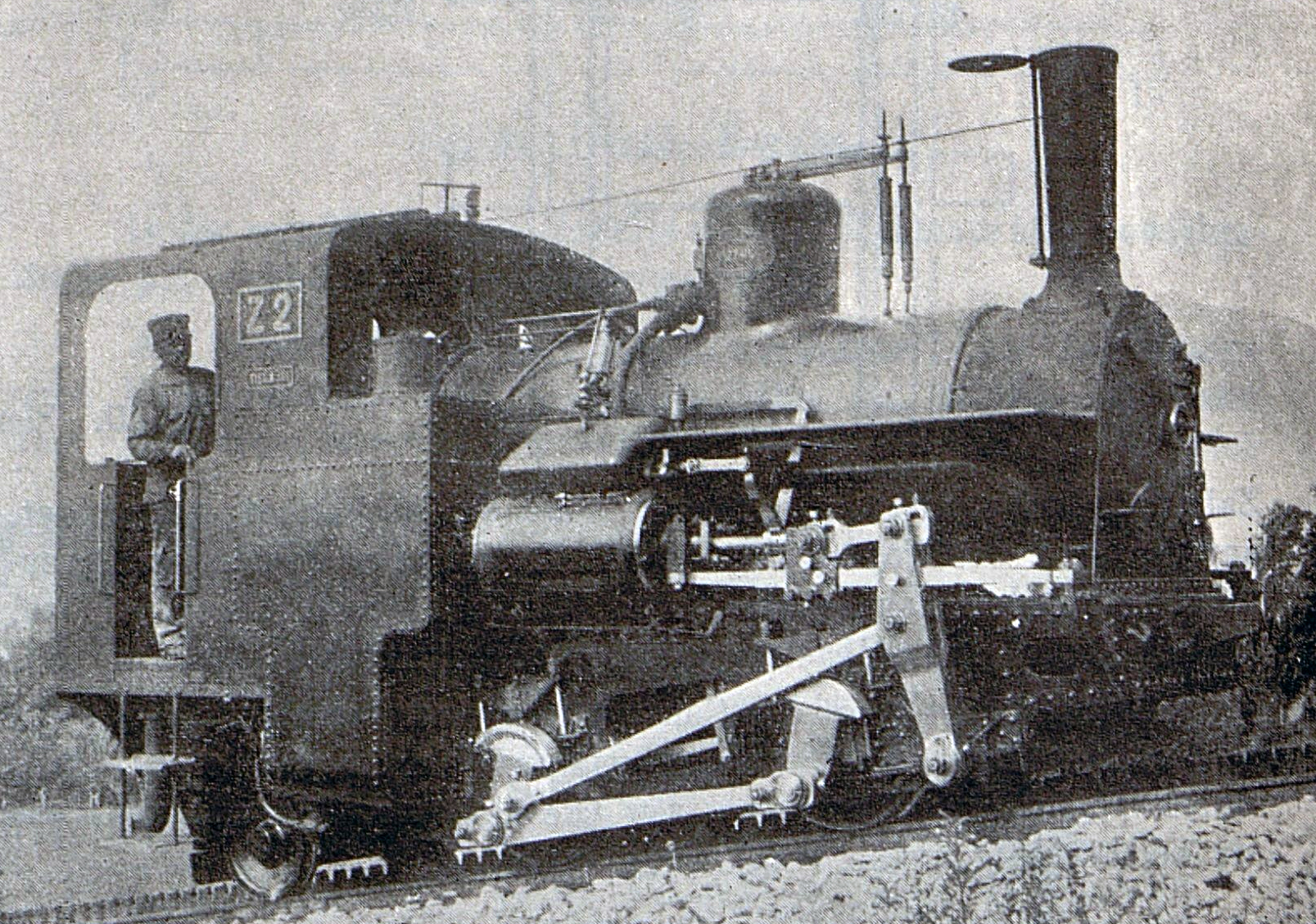
SKGLB Z2 im Urzustand

Für den Betrieb der Schafbergbahn baute Krauss in Linz ab 1893 insgesamt sechs Zahnrad-Tenderlokomotiven. Deren Konstruktion orientierte sich an Vorgaben von Roman Abt und an den 1892 von den Pariser Etablissements Cail an die Montserrat-Zahnradbahn in Spanien gelieferten Lokomotiven. Diese basierten wiederum auf der von Roman Abt konzipierten Bauart MG H 2/3 der Schweizerischen Lokomotiv- und Maschinenfabrik Winterthur. Die Leistung beträgt ungefähr 200 PS.
Kessel und Führerhaus sind wegen der Steigung stark geneigt, damit der Wasserstand im Kessel während der Fahrt möglichst gleichmäßig bleibt. Die Kesselneigung ist der einzige nennenswerte Unterschied zwischen den beiden Baureihen und beträgt bei den am Schafberg eingesetzten Maschinen 170 ‰, bei den Lokomotiven der Schneebergbahn 120 ‰. Die Lokomotiven besitzen einen Außenrahmen, der im Bereich der Nachlaufachse zu einem Innenrahmen verengt wird.
Der Antrieb erfolgt von einem obenliegenden und relativ langhubigen Zylinder über einen Balancierhebel (System Brown) und Treibstangen auf die beiden gekuppelten Zahnradachsen. Die Steuerung erfolgt über eine innenliegende Exzentersteuerung System Gooch. Es werden ausschließlich die beiden Zahnräder angetrieben, die Tragräder sind frei drehbar gelagert und dienen nur der Führung im Gleis. Deshalb müssen auch die ebenen Streckenabschnitte mit Zahnstangen ausgerüstet sein.
Die Lokomotiven wurden anfänglich mit Kohle gefeuert. Ab 1900 erhielten die Maschinen der Schneebergbahn eine Petroleumfeuerung, der dazu notwendige Öltank war an der Führerstandrückwand aufgestellt. Obwohl sich diese Art der Feuerung bewährte, ging man in Folge des Ersten Weltkriegs und der damit verbundenen Rohstoffknappheit wieder auf Kohlefeuerung zurück. Die anfangs montierten Federwaag-Ventile wurden später gegen Pop-Ventile getauscht.
Der Wasserkasten fasst 1,2 m3, so dass zwei Halte zum Wasserfassen notwendig sind bzw. waren. Bei den Wagen der Schneebergbahn wurden später Wassertanks eingebaut, um die Menge des am Berg genommenen Wassers zu verringern. Aufgrund des Gesteins gibt es am Schneeberg keine Quellen, das Wasser musste früher mit Güterzügen zu den Tanks in den Ausweichen gebracht werden.
Bei der Talfahrt wird über eine Gegendruckbremse der Bauart Riggenbach gebremst, dafür werden ca. 300 Liter Wasser zur Kühlung der Zylinder mitgeführt. Zwei Rillen-Bandbremsen, jeweils eine auf der Lokführer- und Heizer-Seite, dienen zum Anhalten und für Notfälle.
Alle sechs Maschinen der Schafbergbahn sowie die fünf der Schneebergbahn erhielten 1952 (1 Stück) und 1954 (10 Stück) einen Giesl-Ejektor mit Mikrofunkenfänger, die äußerlich auffälligste Veränderung an den Lokomotiven. In den 1960er Jahren wurden die Lokomotiven mit einer bei Überschreitung der Höchstgeschwindigkeit automatisch auslösenden Notbremse in Form einer auf die linke Bandbremse wirkenden Druckluftbremse ausgerüstet. Da jedoch auf den kleinen Lokomotiven kein Platz für eine Druckluftpumpe und einen Luftbehälter war, wurden Druckluftflaschen an den Führerhaus-Rückwänden montiert.

## SKGLBZ1–6

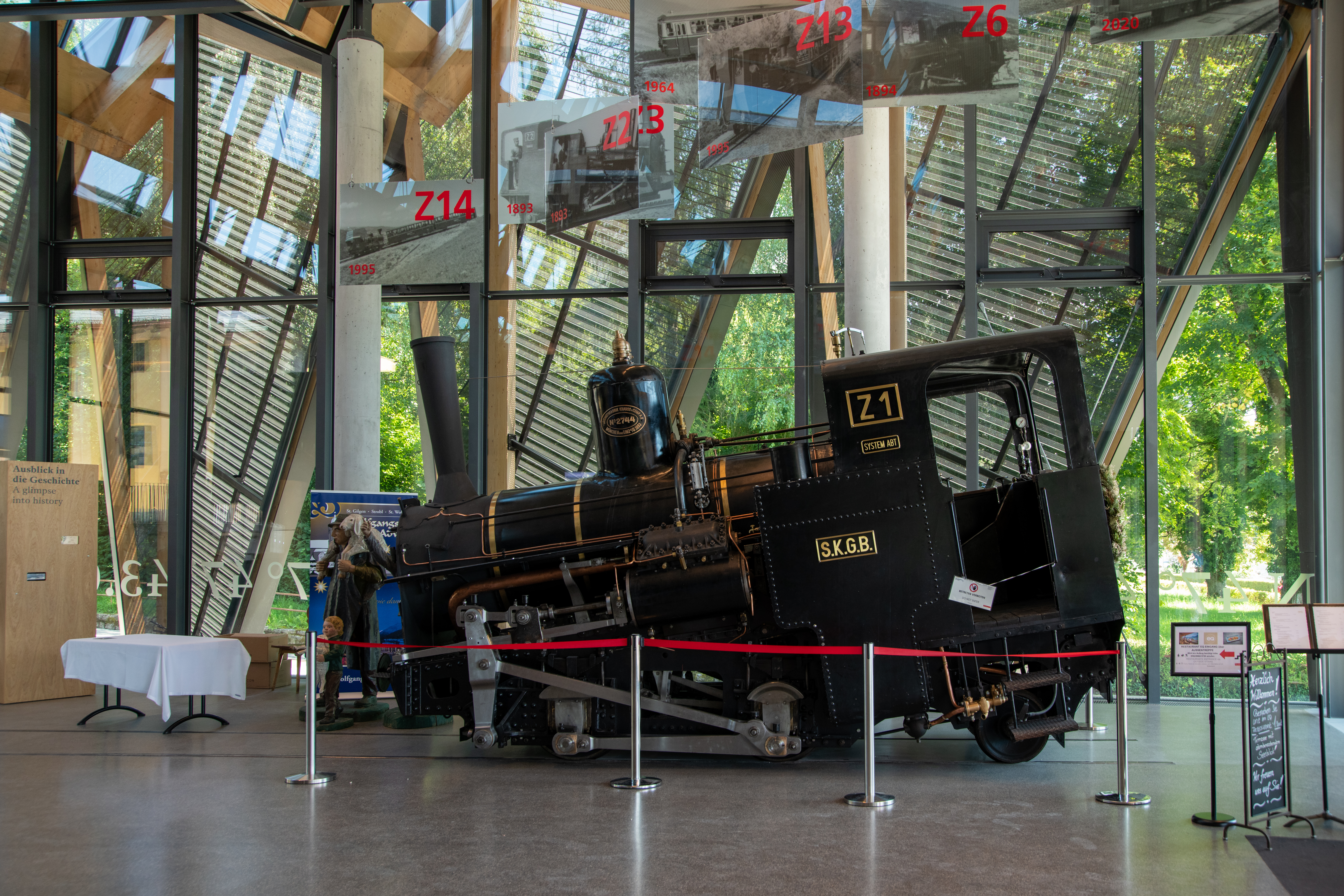
Die SKGLB Z1 wieder in ihrem ursprünglichen Zustand in St. Wolfgang (2023)

Die SKGLB baute neben ihrer bekannten Schmalspurbahn zwischen Salzburg und Bad Ischl auch die Schafbergbahn von St. Wolfgang zur Schafbergspitze. Diese meterspurige Zahnradstrecke nach dem System Abt wurde 1893 eröffnet.
1932 musste die SKGLB wegen finanzieller Probleme den Betrieb auf der Schafbergbahn der BBÖ übergeben. Erst 1943 reihte die Deutsche Reichsbahn die sechs Maschinen als 99 7306–7311 ein. Mit der Wiederherstellung der Republik Österreich gingen die Lokomotiven in den Besitz der ÖBB über, die sie 1953 als 999.101–106 in ihr Nummernschema einreihte. 1974 überstellte man die 999.101 wegen des dort gestiegenen Bedarfs von der Schafbergbahn auf die Schneebergbahn.
2006 wurde die Schafbergbahn an die Salzburg AG verkauft und firmiert nun unter dem Namen Salzkammergutbahn. Die noch vorhandenen ursprünglichen Dampflokomotiven werden nur mehr im Nostalgiebetrieb eingesetzt (Z 4 und 6), da man 1992 und 1996 neue Dampflokomotiven der Reihe 999.2 beschaffte. Die Z 2 wurde 2011 in Abersee als Denkmal aufgestellt und die Z 3 als Exponat an die Lokwelt Freilassing abgegeben. Die 999.105 ist Eigentum des Technischen Museums Wien.
2007 wurde die Ende der 1990er Jahre abgestellte 999.101 an die Schafbergbahn verkauft. Sie wurde zum 115-Jahr-Jubiläum der Schafbergbahn 2008 betriebsfähig aufgearbeitet und weitgehend in ihren ursprünglichen Zustand zurückversetzt. Nach dem Neubau der Talstation stellte man sie 2023 in der Bahnhofshalle auf.

## SchBB/EWAZ1–5

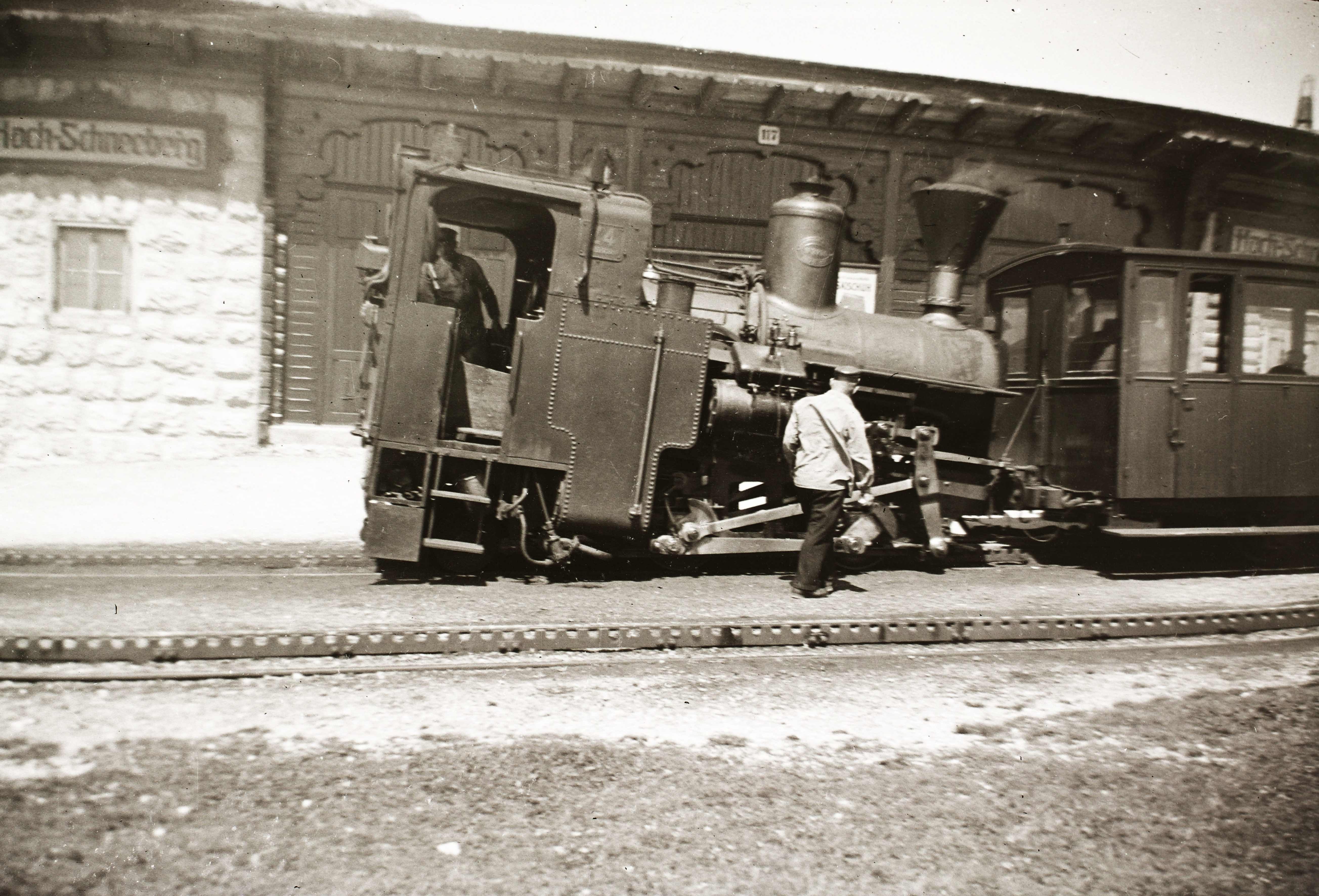
BBÖ Z4 mit Funkenfänger-Kamin auf dem Hochschneeberg (1938)

Für die 1897 eröffnete Schneebergbahn wurden fünf Lokomotiven beschafft, die ursprünglich sehr ähnlich aufgebaut waren. Ab 1899 führte die Aspangbahn (EWA) den Betrieb auf der Schneebergbahn, diese sorgte für einige Verbesserungen an den Loks. So wurden u. a. Funkenfänger-Kamine und Geschwindigkeitsmesser montiert.
Anfangs waren die ersten drei Loks analog den Schafberg-Maschinen auch vorne relativ offen, später wurden die Öffnungen allerdings verschlossen und kleine Fenster eingebaut. Man erkennt die ursprünglichen Öffnungen noch sehr gut an der in Puchberg aufgestellten Denkmallok 999.01. Vier der Maschinen erhielten anfänglich zusätzlich Namensschilder mit den Namen von Berggipfeln in der Region – diese Tradition wurde später unter den ÖBB wieder belebt, wobei auch die fünfte Lok nun einen Namen erhielt.
Als 1937 die EWA von der BBÖ übernommen wurde, wurden die fünf Lokomotiven als Reihe Zz eingereiht. 1938 ordnete sie die Deutsche Reichsbahn als 99 7301–7305 in ihren Fahrzeugbestand ein. Die ÖBB bezeichneten sie ab 1953 als 999.01–05.
| EWA/NÖSBB-Nummer | Name          | ÖBB-Nummer | Baujahr/Fabriksnummer Krauss/Linz |
| ---------------- | ------------- | ---------- | --------------------------------- |
| Z 1              | Kaiserstein   | 999.01     | 1896/3400                         |
| Z 2              | Klosterwappen | 999.02     | 1896/3401                         |
| Z 3              | Waxriegel     | 999.03     | 1896/3402                         |
| Z 4              | Hengst        | 999.04     | 1898/3750                         |
| Z 5              | Puchberg      | 999.05     | 1900/4215                         |

1996 wurde eine eigene Betriebsgesellschaft für die Schneebergbahn gegründet, die Niederösterreichische Schneebergbahn GmBH (NÖSBB). Seit 1998 werden die Dampflokomotiven auch auf der Schneebergbahn nur mehr im Nostalgiebetrieb verwendet, da zu dieser Zeit die dieselbetriebenen Salamander-Garnituren beschafft wurden, die seitdem die Hauptlast des Verkehrs tragen. Zwischenzeitlich werden die Lokomotiven von der NÖSBB wieder als Reihe Z bezeichnet. Aktuell (2020) sind Z 3 „Waxriegel“ und Z 5 „Puchberg“ betriebsfähig. 999.01 „Kaiserstein“ wurde im Juli 2020 äußerlich hergerichtet als Denkmal beim Bahnhof Puchberg aufgestellt.

## Galerie

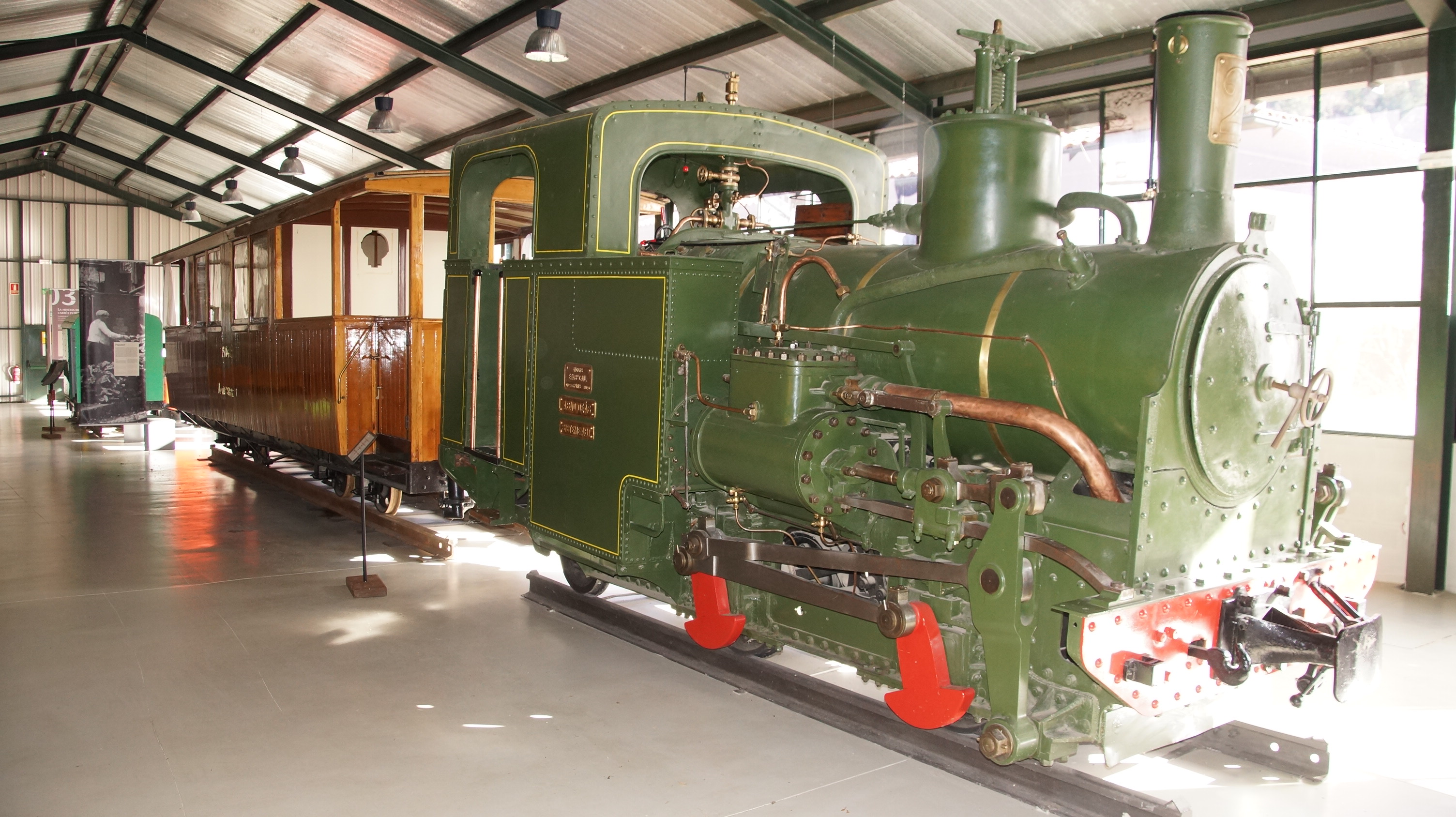
Die 1892 gebauten Lokomotiven der Montserrat-Zahnradbahn dienten als konstruktives Vorbild
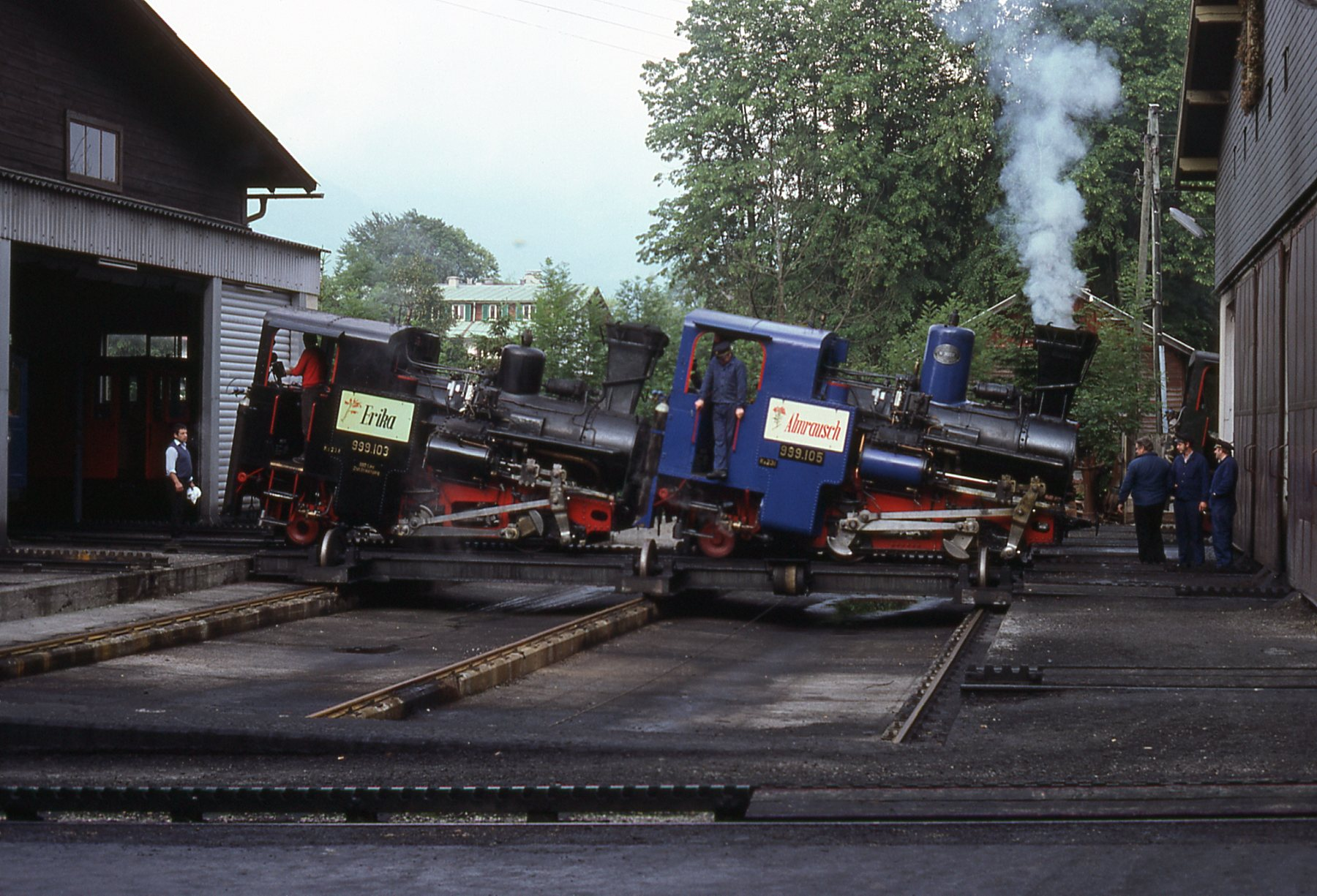
Zwei Lokomotiven der Schafbergbahn im Depot St. Wolfgang (1977)
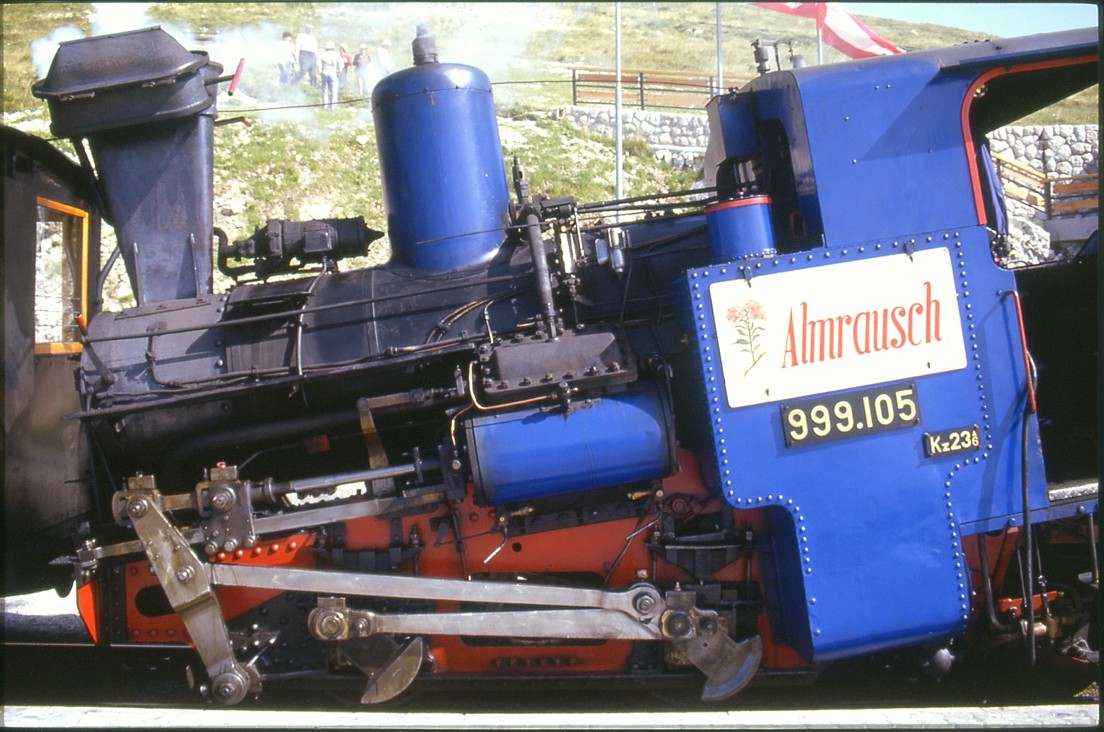
Detailansicht des Triebwerkes von 999.105
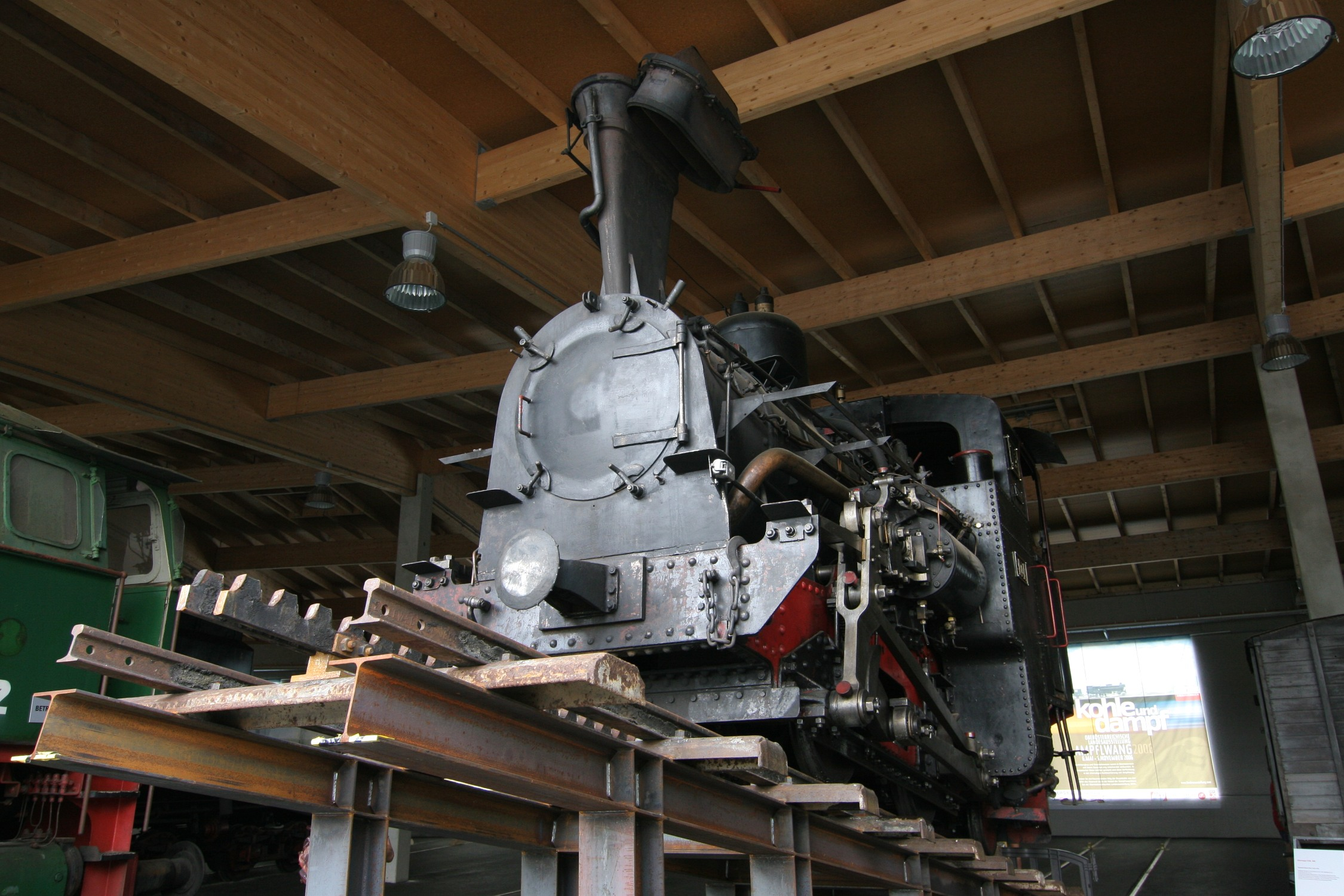
Z.3 der Schafbergbahn als Gast im Eisenbahnmuseum Ampflwang
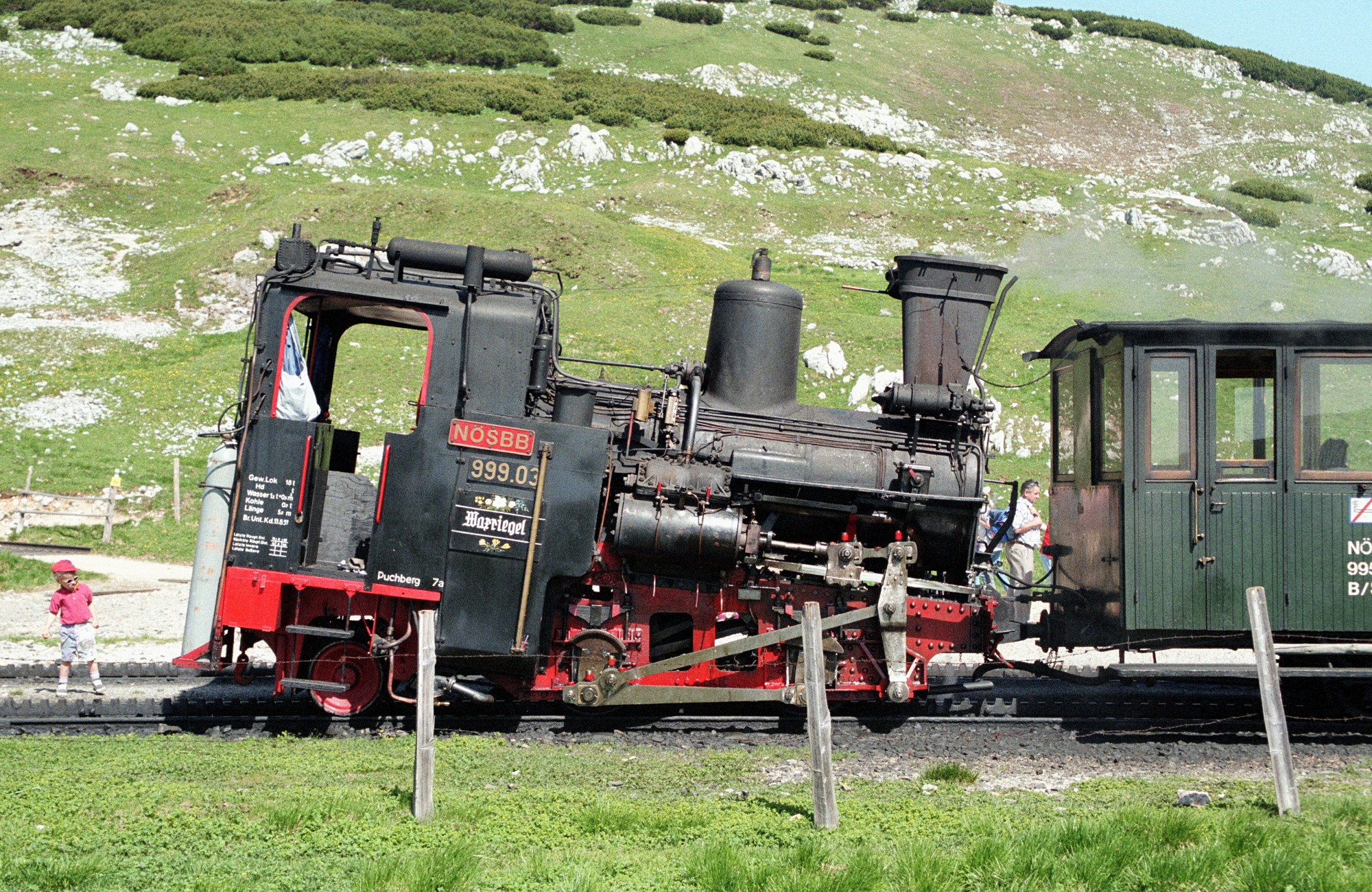
ÖBB/NÖSBB 999.03 „Waxriegel“ im Bahnhof Hochschneeberg
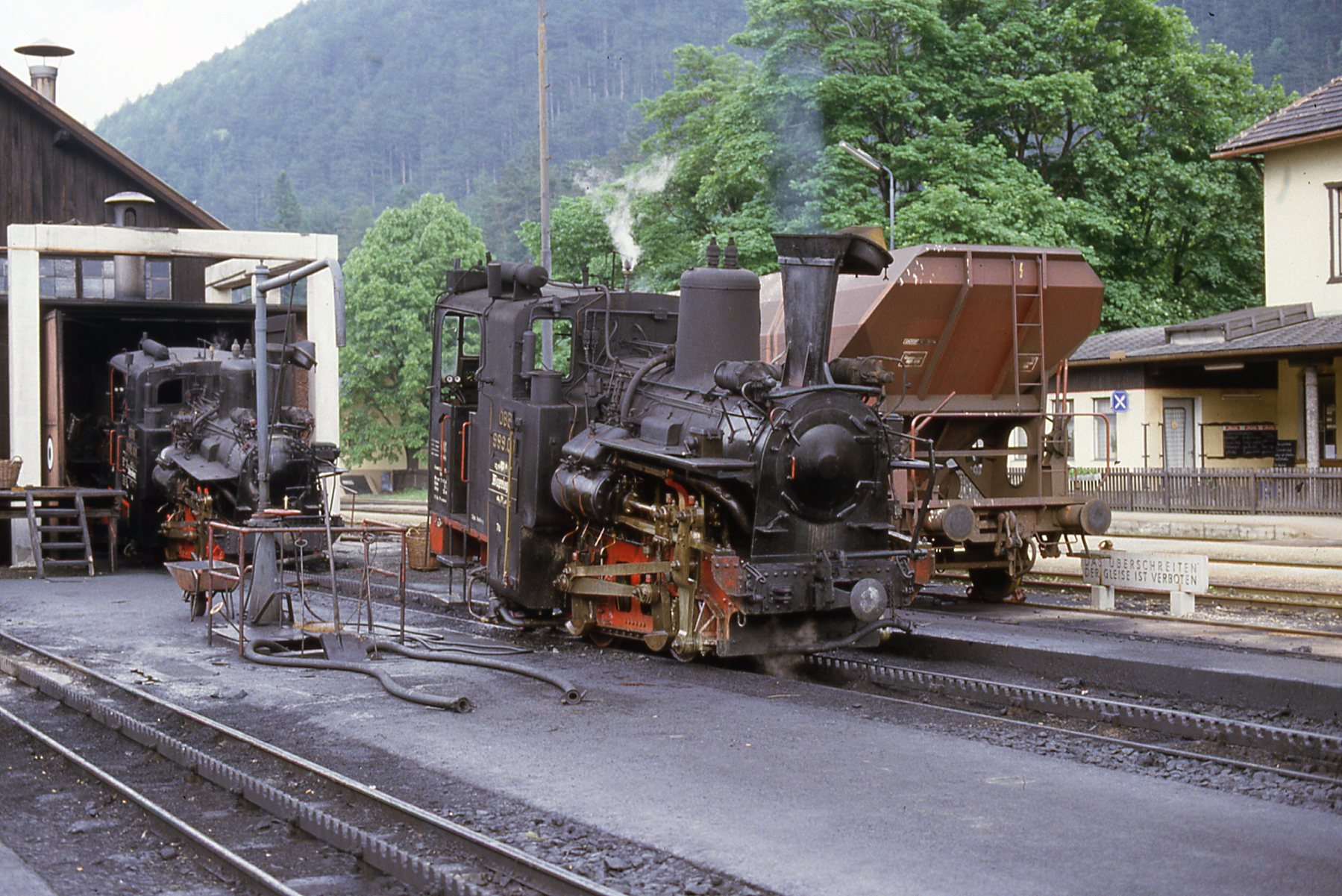
Schneeberg- und (im Hintergrund) eine Schafbergbahn-Lokomotive in Puchberg am Schneeberg. Hier sind die unterschiedlichen Arten der Führerstandsfenster und die Kesselneigung zu erkennen
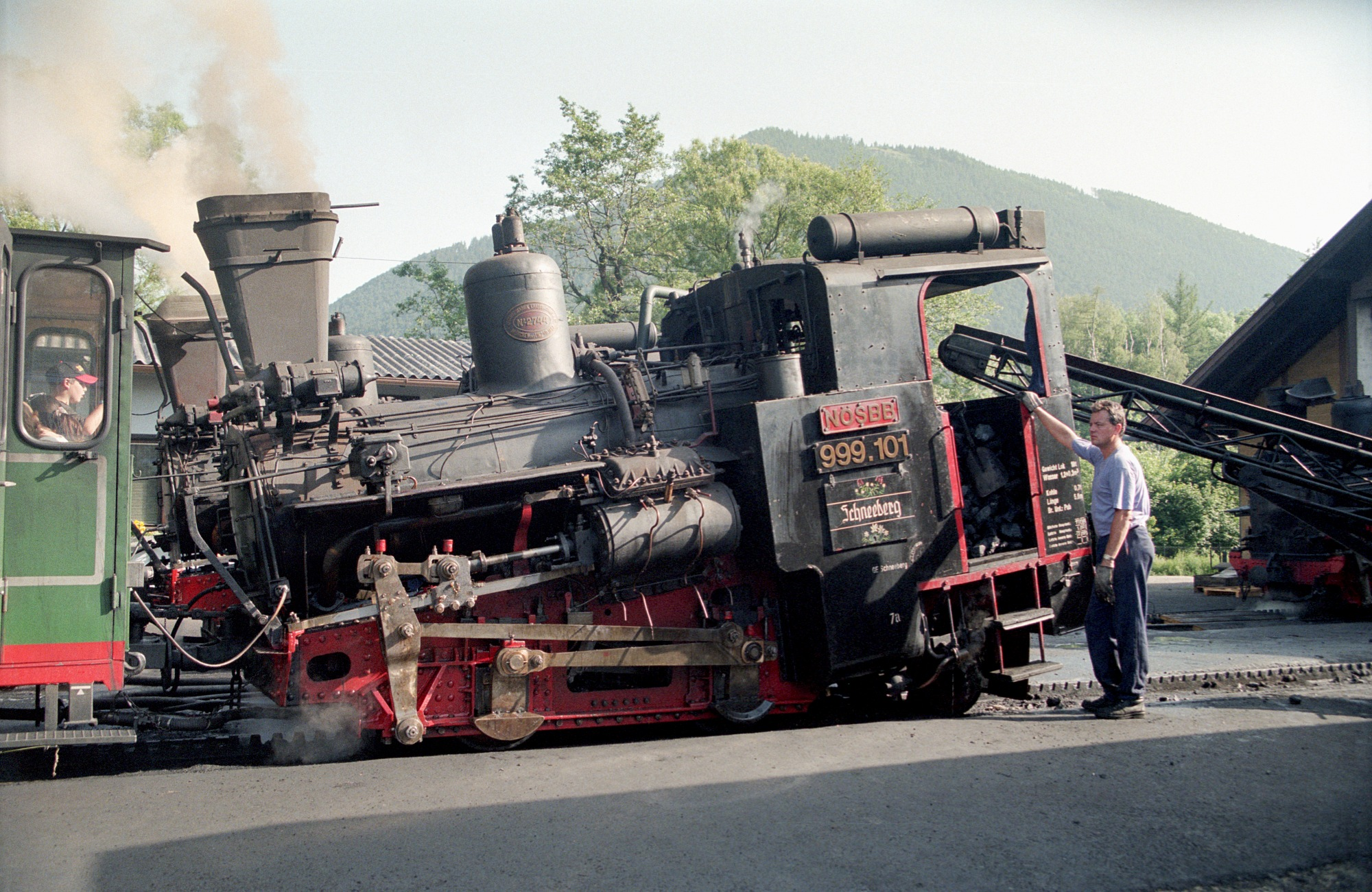
Schafberg-Lok 999.101 abfahrtbereit in Puchberg (1998)